# Polder van Biesland

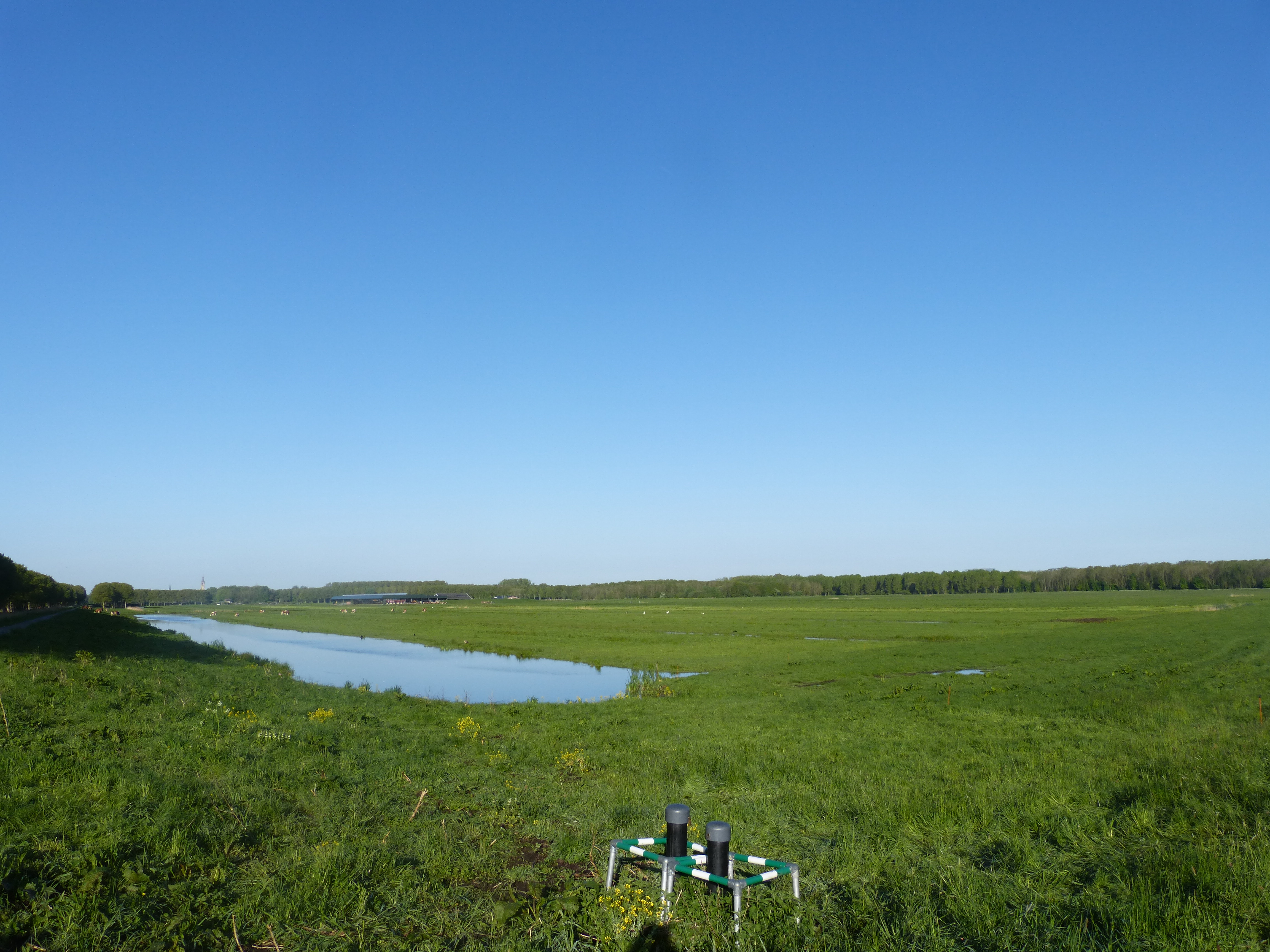
Bieslandse polder gezien vanuit het zuidwesten

De Polder van Biesland (ofwel Bieslandse Polder) is een polder in de Nederlandse provincie Zuid-Holland, die ligt tussen Delft, Pijnacker-Nootdorp en Zoetermeer, ten zuiden van de Delftse Hout. Het gebied is met name bekend vanwege de weidevogelstand.

## Geschiedenis

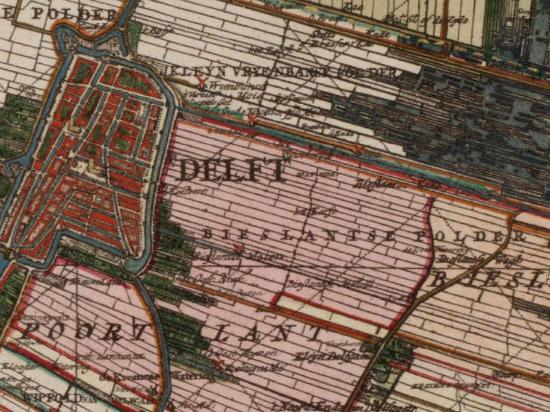
De polder op de kaart van Cruquius uit 1721

Biesland was tot 1795 een ambachtsheerlijkheid en in de negentiende eeuw enkele tientallen jaren een zelfstandige gemeente. De Bieslandse Polder maakte daar deel van uit. Hij dateert uit 1450, toen opdracht werd gegeven tot het aanleggen van een kade aan de noordzijde van de polder (nu de Noordkade te Pijnacker). Daarna begon de ontginning van het moerasgebied, er werden drainagesloten aangelegd om het overtollige water af te voeren. Aanvankelijk werd er akkerbouw bedreven, maar al spoedig was de bodem zodanig ingeklonken dat het daarvoor te nat werd en moest worden overgegaan op veeteelt. Aan de Delftse kant van de polder waren enkele groentetuinen aanwezig, wat de bijnaam ‘Kooltuynspolder’ kan verklaren. Vanaf ongeveer 1700 werd in het gebied op grote schaal turf gewonnen, met behulp van de baggerbeugel. De aldus verkregen brandstof werd vooral gebruikt door fabrieken in Delft. Door de grootschalige veenwinning veranderde de gehele polder in een veenplas. Rond 1775 werden plannen gemaakt het land opnieuw droog te malen. Hiertoe werd het gebied in tweeën verdeeld - de Polder van Biesland en de Bieslandse Bovenpolder - omdat laatstgenoemd gebied flink hoger bleek te liggen. De veeteelt-functie van de polder is tot op de dag van vandaag bewaard gebleven.

## Ecologie
De Polder wordt gebruikt voor melkveehouderij met veel aandacht voor de natuurwaarden van het gebied. Hij bestaat, net als veel andere gebieden in West-Nederland, voor een groot deel uit veenland. Door de uitvening in de achttiende eeuw is het gebied ver onder zeeniveau komen te liggen. In 2005 was de waterstand in de polder gemiddeld 5.38 m onder NAP. De laagste percelen in de polder staan in winter en voorjaar vaak onder water, waardoor de grasgroei laat op gang komt. De verschillen met andere delen levert een zogenoemd mozaïek-effect op, wat voor de weidevogels gunstig is. Daarnaast worden percelen verschillend benut. Bepaalde delen worden gemaaid, terwijl andere blijven 'overstaan'. Hierdoor ontstaat een divers weidelandschap met variërende graslengtes. Er zijn, ondanks predatie uit omliggende gebieden, veel weidevogels als broedvogel, jaargast, wintergast of doortrekker. Een herstelplan dat in 2010 gereed kwam heeft geleid tot een verhoging van natuurwaarden. Het aantal broedende grutto’s en kievitten is sindsdien flink toegenomen.
In 1985 werd door Staatsbosbeheer en deel van de polder ingericht voor houtproductie. Er kwamen vooral veel populieren. Na 2010 werd dit Bieslandse Bos heringericht met als belangrijkste functie natuurrecreatie voor de stedelingen uit de omliggende woonwijken.

## Biotopen
- Weiland: bloemrijk grasland dat licht wordt bemest.
- Moeras: slikgebied met moerasvegetatie.
- Water: uit plassen, poelen, kanalen en sloten.
- Akkerland
- Erf: ruderale vegetatie met veel ruigtekruiden, waaronder brandnetels.

De infrastructuur, met de daarbij behorende wegbermen, kan ook als biotoop worden gezien, maar vormt toch vooral barrières.
In het gebied zijn verschillende waterplassen, die dienen als kerngebied voor veel soorten. De kanalen en sloten worden als corridors gebruikt en poelen dienen van amfibieën als stapsteen. In de sloten is veel modder aanwezig. Dit heeft een negatief effect op de visstand. Wel zijn er natuurvriendelijke oevers aangelegd. Veel oevers zijn getrapt of glooiend.
Er is een broedwand voor oeverzwaluwen aangelegd.

## Beheer
Het beheer van het gebied vindt plaats vanuit verschillende organisaties, en bestaat uit verscheidene aspecten.

### Agrarisch beheer
De melkveehouder die in de polder de landerijen benut werkt op biologisch dynamische wijze en heeft grote invloed op het natuurbeheer. Hij is rond 2008 een samenwerking aangegaan met onderzoeksinstituut  Alterra uit Wageningen waar de visie Boeren voor Natuur werd ontwikkeld. Een belangrijke invalshoek daarbij is dat een gesloten systeem wordt gehandhaafd, waarbij veevoer en mest het gebied niet in of uit gaan. Daarnaast worden natuurlijke elementen in het gebied bewaard of opnieuw aangelegd, zoals natuurlijke oevers en drinkpoelen. Omdat deze vorm van beheer ten koste gaat van een maximale opbrengst, wordt ze gesubsidieerd. De subsidievoorwaarden zijn zodanig dat een natuurlijk beheer voor de lange termijn gewaarborgd is.

### Monitoring
De grootte van de populaties van met name weidevogels wordt bijgehouden door vrijwilligers van de 'Werkgroep Groenbeheer Nootdorp-Leidschendam'. De methode die wordt gebruikt voor het monitoren van de vogels in het gebied is gebaseerd op de 'Broedvogel Monitoring Project' methode, ontwikkeld door Sovon.
De aangepaste methodiek die in de Bieslandse Polder wordt gebruikt wordt 'alarmtelling' genoemd. De methode bestaat uit vijf telrondes gedurende het broedseizoen, met een interval van twee weken. Tijdens deze telrondes wordt gedrag geobserveerd en genoteerd dat zou kunnen duiden op de aanwezigheid van zogenaamde 'gebonden vogels'. Dit zijn bijvoorbeeld vogels in paren, ze worden vooral opgemerkt door 'nestig' gedrag: baltsgedrag, nestbouw en dergelijke. Aan het eind van het seizoen is er ook alarmeringsgedrag op te merken, vogels vliegen dan bijvoorbeeld boven het hoofd van waarnemers waarbij ze alarmkreten slaken. Dit gedrag geeft vooral de aanwezigheid van jongen aan. Op basis bij de telrondes verworven data worden bepaald of er sprake is van specifieke territoria.
Een verlaten methode is het tellen van de weidevogelnesten door wekelijks het gebied te doorkruisen om nesten te zoeken en te markeren. Deze vorm van weidevogelbescherming wordt niet meer toegepast vanwege het er door vergroten van het risico op predatie.

### Begrazing
Vroeg in het jaar, rond februari, wordt al besproken wanneer en waar het betreffende jaar zal worden begraasd. Tijdens deze bespreking moet erop gelet worden dat het vee niet in te grote getale op een klein stuk grasland wordt gezet, omdat de weidevogels in die situatie hun nesten niet effectief kunnen beschermen. Daarnaast kan echter ook de vergaarde kennis en ervaring wat betreft de broedpatronen van eerdere jaren toegepast worden, wat betreft broedlocatie en -periode. De planning kan dan afhankelijk van onder andere het weer en andere omstandigheden tijdens het seizoen nog verder worden bijgesteld. Meestal is het streven dat er niet begraasd wordt zodra er in een bepaald perceel nesten aanwezig zijn. En soms wordt er alsnog actief nestbeheer toegepast door te signaleren of te beschermen met een afzetting wanneer een perceel toch begraasd wordt.

### Maaien
Bij het maaien wordt een methode toegepast, waarbij een 'mozaïek' wordt gecreëerd van bij elkaar gelegen percelen met verschillende lengtes aan vegetatie. Deze afwisseling van lengte per perceel staat vooral jonge vogels toe om voedsel te zoeken, maar ook om snel bescherming te vinden indien nodig. Een combinatie van hoge en lage begroeiing is daardoor belangrijk. Actief beheer wordt hier toegepast wanneer nesten moeten worden gezocht en aangeduid in een perceel dat gemaaid gaat worden. De behoefte om te maaien kan veroorzaakt worden door de vraag naar vers gras voor het vee, of om het uitzaaien van bepaalde planten te voorkomen die in de percelen gedijen. Vervolgens kan met behulp van de markeringen om de nesten heen gemaaid worden.

### Waterpeil
Het waterpeilbeheer van de polder wordt geregeld door het heemraadschap dat daarbij rekening dient te houden met verschillende belangen. Daardoor is een meer natuurlijk waterpeil maar beperkt te realiseren. De gewenste situatie zou inhouden dat het peil ‘s winters hoger, en ‘s zomers lager zou zijn dan bij het huidige beheer het geval is.

## Bijzondere Fauna en flora

### Vogels
In het gebied Bieslandse Polder werden volgens de website Waarneming.nl in 2017 broedparen van de volgende vogelsoorten aangetroffen: Bergeend (2), Buizerd, Grote Zilverreiger, Grutto (14), IJsvogel, Kievit (26), Kleine Plevier (2), Kluut (3), Koekoek, Krakeend(3), Kuifeend (2), Lepelaar, Scholekster (20), Slobeend (3), Torenvalk, Tureluur (25), Visdief (4) en Wielewaal.

### Zoogdieren
Gewone dwergvleermuis en Haas.

### Dagvlinders
Bont Zandoogje, Landkaartje, Boomblauwtje en Dagpauwoog.

### Nachtvlinders
Gamma-uil, Elzenoogbladroller, Smaragdlangsprietmot, Bosbandspanner, Wapendrager, Lieveling, Parelmoermot, Oranje dwergbladroller en Sneeuwwitte vedermot.

### Planten
Daslook, Dagkoekoeksbloem, Stijve naaldvaren, Kropaar, Krabbescheer, Gele lis.

## Recreatie
Door en rondom het gebied lopen verschillende wandel- en fietsroutes. Het leent zich goed voor het kijken van vogels. Regelmatig worden activiteiten georganiseerd omtrent natuur en plattelandsleven zoals de jaarlijkse Bieslanddagen en natuurexcursies.

## Overig
Naast voor de natuurwaarde, is het gebied op cultureel en agrarisch gebied interessant. Zo is het restant van de Bieslandse Molen nog te zien, en bevinden zich enkele oude boerderijen in en rond de polder. Op het biologisch-dynamische boerenbedrijf in de polder is een ‘koeientuin’ ingericht, een moderne versie van de potstal. De dieren verblijven naar behoefte binnen of buiten. In deze stal geproduceerde mest wordt voor de bemesting van het omliggende land gebruikt.